# Кабельвог
Кабельвог (норв. Kabelvåg) — деревня в коммуне Воган, фюльке Нурланн в Норвегии. Находится на южном берегу острова Ауствогёя, одном из островов Лофотенского архипелага.
Кабельвог расположен немного к юго-западу от Свольвера, административного центра коммуны Воган. Деревня была основана под названием Воган в начале 12-го столетия королём Эйстейном Магнуссоном, построившим церковь и «общежитие» для рыбаков. Согласно Кругу Земному на этом месте на несколько столетий раньше находился первый известный в Северной Норвегии город, известный как Вогар (норв. Vågar). В Кабельвоге расположены Лофотенский музей, Лофотенский Аквариум и галерея Коре Эсполина Йонсона (англ. Espolin Gallery).
Древнейшие следы поселения в Кабельвоге датированы поздним Каменным веком, а следы пребывания человека относятся к раннему Каменному веку.